# De Maiwand Atalan
Der De Maiwand Atalan Football Club ist eine Fußballmannschaft aus Afghanistan. Der Verein spielt in der Afghan Premier League. Er wurde im August 2012 für die Afghan Premier League gegründet, und die Spieler wurden in der Castingshow Maidan e Sabz gefunden. Die Fußballmannschaft repräsentiert die südwestliche Region Afghanistans in der APL.

## Erfolge
- Dritter Platz 2012